# Estadio Centenary
El Centenary Stadium (Estadio del Centenario) es un estadio de fútbol ubicado en Ta' Qali en el municipio de Attard, Malta. El estadio adyacente al Estadio Nacional Ta' Qali, alberga la sede de la Asociación de Fútbol Juvenil de Malta, y en el se disputan encuentros de la selección femenina de fútbol de Malta, la Premier League de Malta y la Primera División de Malta. Tiene capacidad para 3.000 personas.

## Historia
Ya en 1985, la Asociación de Fútbol de Malta tenía la intención de construir un nuevo estadio pequeño. Esto se concretó el 11 de octubre de 1998, cuando el presidente de Malta, Ugo Mifsud Bonnici, colocó la primera piedra del estadio. Después de menos de un año de construcción de las gradas y la marquesina, el Primer Ministro de Malta, Edward Fenech Adami, y el presidente de la Asociación de Fútbol de Malta, Joe Mifsud, inauguraron el nuevo edificio. Fue nombrado Estadio del Centenario para conmemorar el 100 º aniversario de la Asociación de Fútbol de Malta en 2000.
En mayo de 2017, la Asociación de Fútbol de Malta anunció que la cancha sería reemplazada por una nueva superficie que cumpliera con las reglas de la FIFA para encuentros internacionales. Desde entonces el estadio alberga partidos organizados por la FIFA y la UEFA.
El primer partido jugado en el estadio fue un partido de liga entre Birżebbuġa St. Peter's y Għaxaq FC el 4 de septiembre de 1999. El primer gol de este partido lo marcó Sandro Lapira para Ghaxaq en el minuto 34, el partido lo ganó Ghaxaq 2- 1.

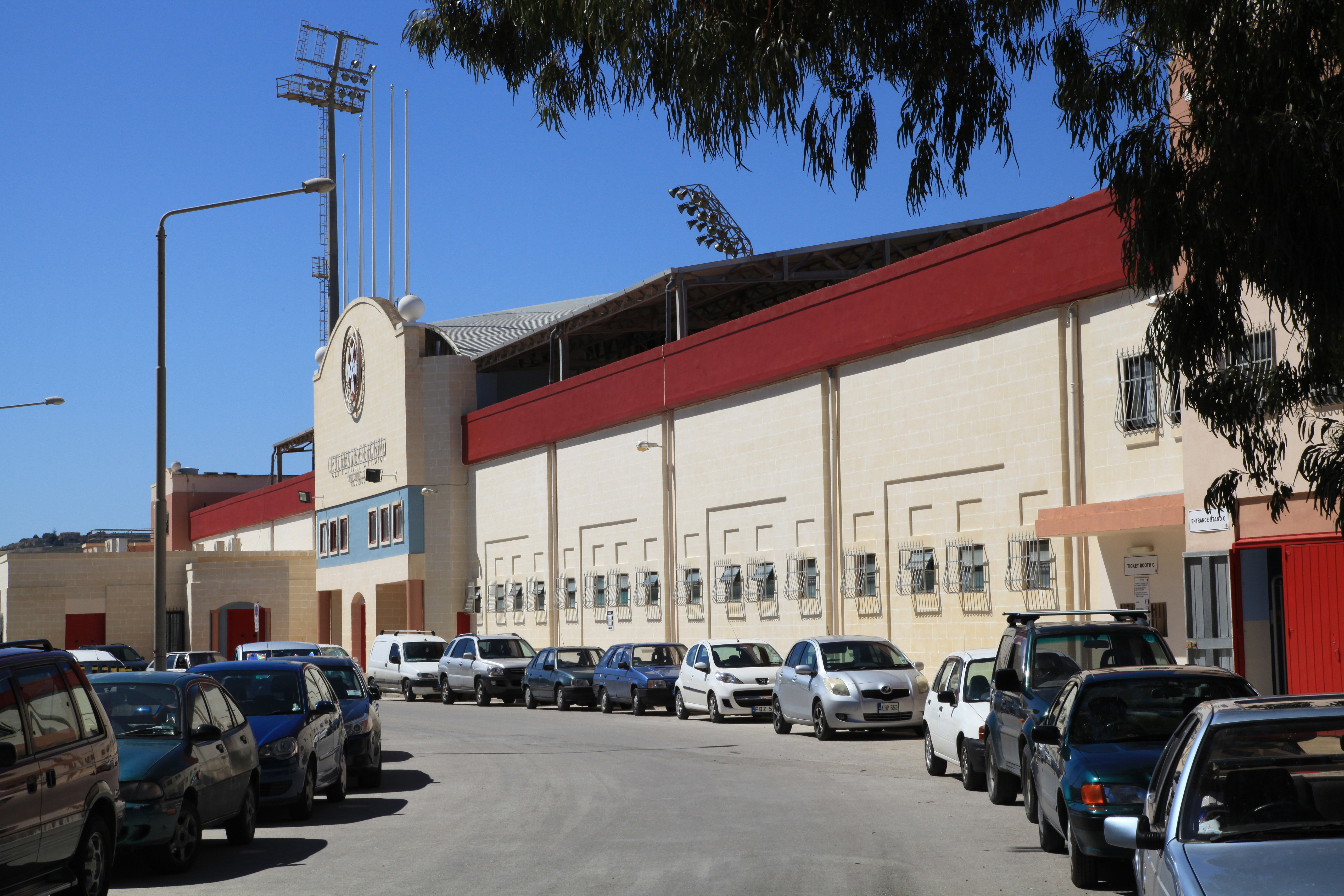